# Пожарный треугольник
Пожа́рный треуго́льник (треуго́льник огня́) — упрощённая схема возникновения пламени в виде треугольника из трёх составляющих, соединение вместе которых приводит к возникновению пожара или которые необходимы для проведения управляемого сжигания веществ для нужд человека.
Этими тремя составляющими являются: кислород, нагрев, топливо. Для устранения пожара необходимо исключить хотя бы одно составляющее пожарного треугольника. Чтобы остановить цепную физико-химическую реакцию горения между кислородом, нагревом, топливом используют все средства борьбы с огнём, от огнетушителей до установок тушения пожаров.

## Составляющие
- Кислород — содержание кислорода в воздухе свыше 16% для поддержания горения. Снижение содержания кислорода в воздухе возможно разбавлением кислорода инертными газами или прекращением доступа кислорода вовсе
- Нагрев — воспламенение вещества. Снижение температуры нагрева достигают подачей воды
- Топливо — легковоспламеняющиеся и трудногорючие вещества. Свойства: пиролиз, выделение горючих газов (паров). Для устранения пожара изымают горючие вещества из очага пожара или прекращают подачу топлива

## Критика
Многие специалисты полагают, что модель «пожарный треугольник» — недостаточно информативная схема возникновения пожара, поскольку не учитывает в себе цепную химическую реакцию между кислородом, нагревом, топливом. Более наглядным представлением пожара, по их мнению, является «пожарный тетраэдр», включающий в себя химическую реакцию между основными компонентами возникновения пожара, которая и удерживает их во взаимосвязи. Таким образом, «пожарный треугольник» иллюстрирует условия возникновения пожара, однако не включает в себя химическую цепную реакцию взаимодействия базовых компонентов пожара.